# Art Burris
Arthur Caleb Burris, detto Art (Nashville, 7 aprile 1924 – Lebanon, 19 settembre 1993), è stato un cestista statunitense, professionista nella NBA.

## Carriera
Cominciò a giocare alla University of Tennessee.
Giocò per i Fort Wayne Pistons dal 1950 al 1952 e per i Milwaukee Hawks nel 1952, giocando nella NBA 74 partite.